# Siedmiu królów rzymskich

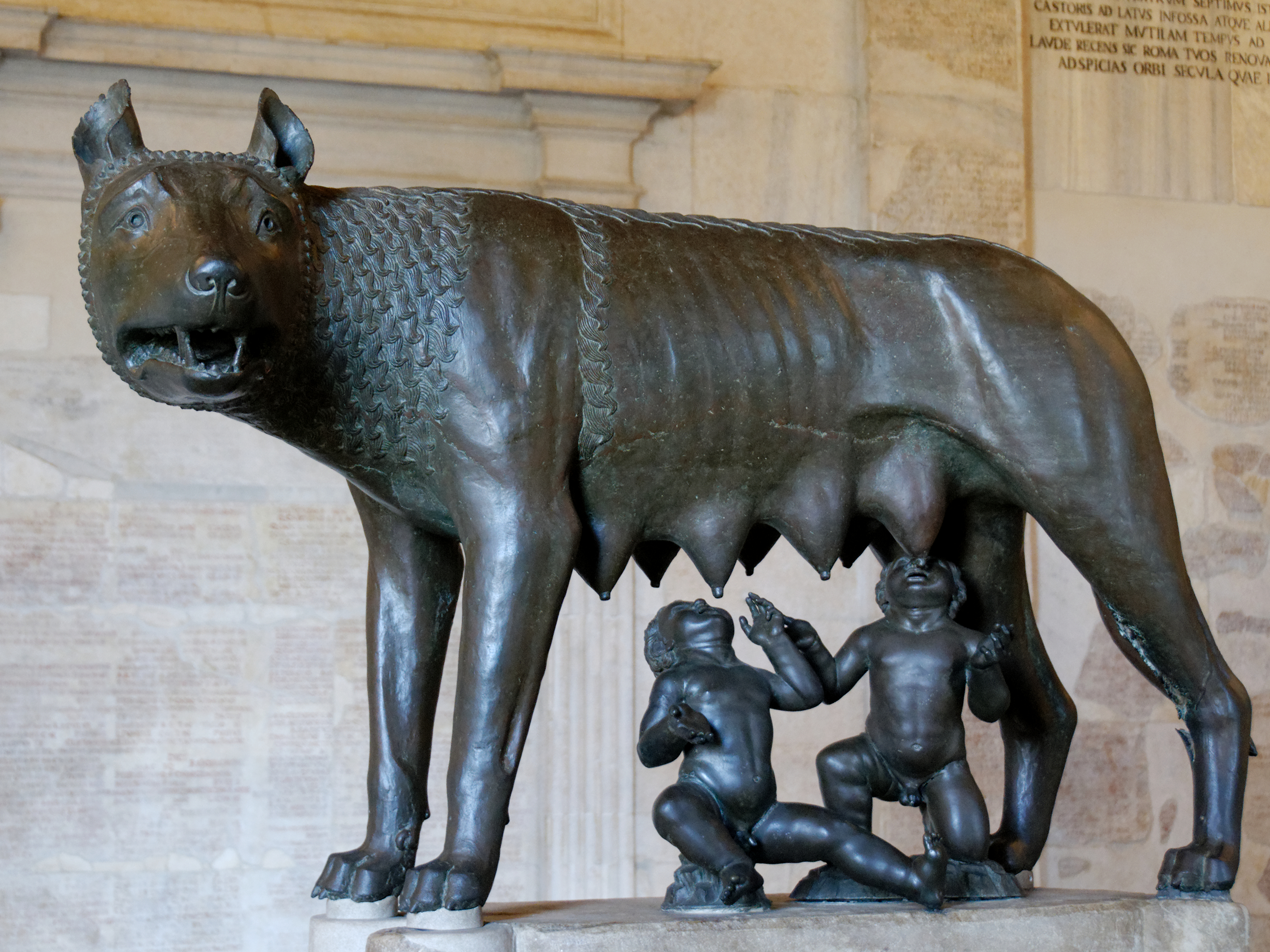
Wilczyca karmiąca Romulusa i Remusa – symbol Rzymu

Siedmiu tzw. królów rzymskich – według tradycji (utrwalonej w czasach Oktawiana Augusta w pracach historycznych Liwiusza i Dionizjusza z Halikarnasu oraz w dziełach poetyckich) pierwsi władcy starożytnego Rzymu. Współcześni historycy uważają Romulusa za postać legendarną. Stanowisko króla nie przynależy do tego okresu historycznego, ale mimo to są jednak historycy skłonni uznać historyczność następnych władców rzymskich jako tzw. „Królów”, a zwłaszcza trzech ostatnich władców pochodzenia etruskiego. Daty założenia Rzymu i wypędzenia Tarkwiniusza (753–509) zamykają w tradycji okres zwany Regnum Romanum.

## Królowie Rzymu
| Imię Imię łacińskie                           |  | Lata panowania   | Uwagi |
| --------------------------------------------- |  | ---------------- | --- |
| Romulus ROMVLVS                               |  | 753 – 716 p.n.e. | Legendarny założyciel i pierwszy król Rzymu                                                                                 |
| Numa Pompiliusz NVMA POMPILIVS                |  | 715 – 673 p.n.e. | Sabińczyk religijny prawodawca, twórca kolegiów kapłańskich i rzemieślniczych; łagodził obyczaje w Rzymie i uchwalił prawa. |
| Tullus Hostiliusz TVLLVS HOSTILIVS            |  | 673 – 642 p.n.e. | Cieszący się sławą wielkiego wojownika, zdobywca Alba Longa; zwyciężył Albanów oraz przyłączył Wzgórze Celijskie.           |
| Ankus Marcjusz ANCVS MARCIVS                  |  | 642 – 617 p.n.e. | Budowniczy pierwszego mostu na Tybrze, założyciel portu w Ostii; przyłączył do Rzymu wzgórza Awentyn i Janikulum.           |
| Tarkwiniusz Stary LVCIVS TARQVINIVS PRISCVS   |  | 617 – 579 p.n.e. | Założyciel dynastii Tarkwiniuszy pochodzenia etruskiego; ustanowił igrzyska rzymskie, a także pokonał Sabinów.              |
| Serwiusz Tuliusz SERVIVS TVLLIVS              |  | 579 – 534 p.n.e. | Budowniczy tzw. murów serwiańskich otaczających miasto; jako pierwszy zarządził ogólny spis ludności Rzymu.                 |
| Tarkwiniusz Pyszny LVCIVS TARQVINIVS SVPERBVS |  | 534 – 509 p.n.e. | Syn Tarkwiniusza Starego, ostatni król Rzymu, pokonał Wolsków i zawarł pokój z Etruskami; wypędzony                         |